# Sanjuanero

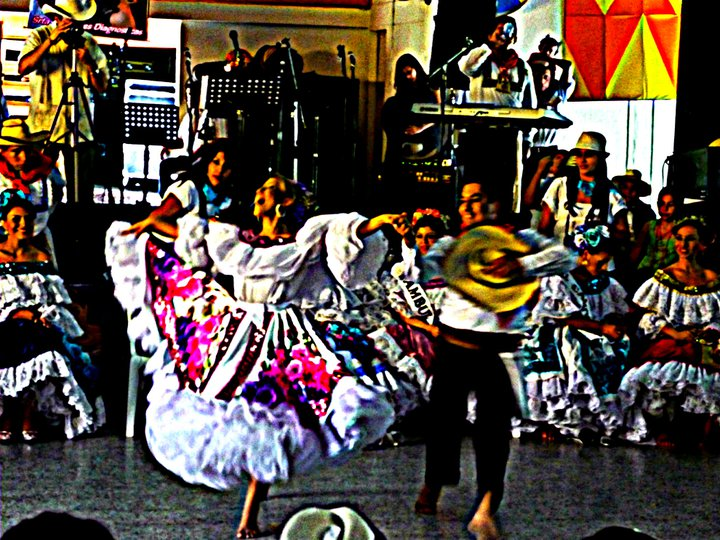
Danza del Sanjuanero

El Sanjuanero es una pieza musical colombiana que corresponde a un subgénero del bambuco con influencia del joropo. Fue compuesto a principios de 1936 por Anselmo Durán Plazas. El 12 de junio de 1936, víspera de la fiesta patronal del municipio de Gigante, la banda departamental del Huila lo presentó por primera vez en la patria de Francisco Eustaquio y José María Álvarez. Dos años después, en agosto de 1938, tuvo su estreno oficial en el Salón Amarillo del Capitolio Nacional. La primera grabación discográfica fue realizada por el dueto Garzón y Collazos en los años 1950.

## Etimología
El significado del término “Sanjuanero” proviene del sustantivo «San Juan» y del sufijo «ero» que indica procedencia o pertenencia de, como formador de gentilicios o característica especialmente interpretado para las fiestas patronales que se celebran el 24 de junio, día de San Juan.

## Ámbito geográfico
El Sanjuanero es tradicional de los departamentos colombianos del Tolima, Caquetá y Huila, originario del eje centro sur y el aire más difundido alrededor de las festividades tradicionales de la región en honor a San Juan; se le conoce como bambuco sanjuanero y joropo sanjuanero. Lo del bambuco obedece a que es un ritmo derivado y lo de joropo se le atribuye al joropo llanero, aunque hay versiones que no están de acuerdo con esto, porque la palabra joropo en el Huila se refiere a la acción de bailar.

## Historia
```
El mes de junio comienza con el Bambuco Pijao, con los Coyaima y los Natagaima, y la celebración al Sol naciente Lulumoy, el Solsticio de Verano el 21 de Junio; pero los católicos cambiaron la fiesta para eliminar las creencias indígenas de la región al 23 de junio. Todos conocemos la historia moderna de la festividad a partir de 1959 cuando el patriarca conservador Andrino Tribuí Piedrahíta, decidió crear el Festival Folclórico, casi como una extensión de la Alianza por la Paz, iniciativa que propuso como elemento 
catalizador
 para alcanzar la convivencia y reconciliación de las convulsionadas regiones del país.
```

Pero para llegar a ese punto de la historia moderna del San Juan muchos acontecimientos históricos, económicos, políticos y sociales debieron sucederse; no exactamente en Ibagué, sino en el denominado Tolima Grande que incluía al Huila, en las encomiendas, haciendas y caseríos tornados en poblaciones, localizadas estas a orillas del río Grande de la Magdalena, decían los españoles desembarcados en estas latitudes por allá en 1600, o simplemente en las vegas del “río grande”, llamado así por los indígenas y luego por los campesinos y vaqueros calentanos. Lo cierto es que el San Juan como celebración llega a estas tierras con el influjo español, se entremezcla con las tradiciones aborígenes, amalgamado por la evangelización de las misiones católicas, con el propósito de convertir a los pueblos nativos considerados paganos. La relación estrecha surgida entre conquistadores y conquistados, luego entre encomenderos y encomendados, y posteriormente entre señores y jornaleros, hizo que el San Juan, iniciara su camino hacia la modernidad y la festividad que hoy observamos.

## Origen
La danza comienza con el coqueteo, pasa por el enamoramiento y termina con el símbolo del matrimonio. Es una coreografía mestiza, en la que se combinan pasos indígenas (movimientos suaves sobre el suelo) con la influencia española (pasos fuertes, donde se levantan los cuerpos).
En otros tiempos, los hombres utilizaban este baile para estar cerca de la mujer a la que amaban y para formalizar el noviazgo en medio de la fiesta. Historia Nadie sabe con exactitud dónde, cuándo, ni cómo se inició la antiquísima celebración sanjuanera que nos llama a los tolimenses en el mes de junio. Todos conocemos la historia moderna de la festividad a partir de 1959 cuando el patriarca conservador Andrino Tribuí Piedra hita, decidió crear el Festival Folclórico, casi como una extensión de la Alianza por la Paz, iniciativa que propuso como elemento catalizador para alcanzar la convivencia y reconciliación de las convulsionadas regiones del país.
El Sanjuanero huilense es el baile folclórico colombiano más grande del mundo. "Sanjuanero" es el nombre de un género de música huilense vaciado en los moldes del Rajaleña. Es la melodía, sagrada del Reinado del Bambuco. Compuesta su música en 1936 por el maestro Anselmo Duran Plazas, es una variedad del Bambuco. La letra es de Sofía Gaitán Yanguas. En el año 1938, fue estrenado oficialmente en el Capitolio Nacional. La primera grabación discográfica fue realizada por el dueto Garzón y Collazos en la década de los años 50. La coreografía es obra de la folclorista Inés García de Duran, quien con este trabajo hizo un gran aporte al folclor regional.

## Antecedentes
El Sanjuanero fue compuesto a principios de 1936 y tocado por primera vez en un paseo que la Murga Femenina Huilense, dirigida por Anselmo, hizo a la finca de Buen avista, de propiedad hoy de don Alfonso Gutiérrez, entonces de Álvaro Reyes Elisechea. Formaba parte de la estudiantina como tañedora de tiple la entonces señorita Sofía Gaitán Yanguas, hoy señora de Reyes. Esa niña, después de tocar, lo que hoy consideramos como el auténtico " aire del Huila", propuso se le acomodara a esa música una letra apropiada, la que ella misma elaboró no sin la ayuda de las demás compañeras. El 12 de junio de 1936, víspera de la fiesta patronal de Gigante (población del Huila), la Banda Departamental presentó por primera vez en la patria de Francisco Eustaquio y José María Álvarez esta obra entre el aplauso y la complacencia de todos.

## Vestuario
Los hombres visten una camisa blanca, un sombrero, un pañuelo “ gallo” rojo para el cuello y un cinturón de tres hebillas.
Las mujeres, visten de camisa escotada con manga hasta el codo , falda larga con lentejuelas y flores llamativas y encajes 

## El sanjuanero huilense
La picardía hecha baile, observar el baile del Sanjuanero, es asistir a la exaltación de la mujer. Ella es el centro de atracción. Su pensar y su sentir se caracterizan en cada una de las acciones, gestos y movimientos. Ella es la dueña y señora de sus propios sentimientos, y los puede compartir con quien desee y de acuerdo a sus propias convicciones. El sanjuanero es una pieza musical creada por Anselmo Duran Plazas e interpretada en su primera versión por la Banda departamental de músicos del Huila, dirigida por él mismo el 12 de junio de 1936. Su estructura coreográfica fue creada a partir de la necesidad de darle una estructura a la melodía del sanjuanero huilense y que las candidatas al reinado nacional del Bambuco debían interpretar.
A partir de 1968 y hasta el presente, tanto la música, la coreografía, como el vestuario del sanjuanero, han vivido algunas modificaciones y evoluciones que lo han hecho más ágil, majestuoso, y vivo.
El Sanjuanero tolimense, más que una danza es un lenguaje representativo de la idiosincrasia del departamento. Su nombre original es el Contrabandista, melodía oficializada en 1988 como la danza insignia del departamento. Fue compuesto por el maestro Cantalicio Rojas.La coreografía del Sanjuanero Tolimense es el resultado de la investigación de Inés Rojas Luna (Q. E. P. D.), quien recogió diferentes representaciones folclóricas de todo el Tolima. Rojas Luna logró mezclar los rajaleñas que se bailan en el sur del departamento con los bambucos característicos del norte, en municipios como Líbano, Fresno y Villahermosa.
Esta danza representa las estrategias de conquista y el idilio que vivían los campesinos tolimenses en las épocas de antaño. Empieza con el coqueteo, pasa por el enamoramiento y termina con el símbolo del matrimonio.
Es una coreografía mestiza, en la que se combinan pasos indígenas (movimientos suaves sobre la tierra) con la influencia española (pasos fuertes, donde se levantan los cuerpos).En otros tiempos, los hombres utilizaban este baile para estar cerca de la mujer a la que amaban y para formalizar el noviazgo en medio de la fiesta.

## Coreografía
La coreografía oficial del baile está formada con 8 figuras: (la invitación, los ochos, la arrodillada, levantada del pie, arrastrada del ala, el secreto, doble enrollada, y salida final) y tres pasos (el caminada, el trescuartos y el bambuqueo). 
- Invitación: Se dirige hacia ella con paso caminando y extiende la mano derecha para invitarla a bailar. Luego la toma de la cintura. Juntos avanzan hacia adelante, haciéndola girar sobre si.
- Los ochos: Una vez en el centro del escenario, la pareja hace un cruce, describiendo la figura de un ocho. Al encontrarse en el centro avanzan nuevamente caminando. Ella le quita el sombrero y le coquetea dando un giro sobre su eje, y le devuelve el sombrero posándolo en la cabeza de su parejo. Luego le desata el raboegallo que cada uno toma de una punta para salir al extremo y realizar un cruce por debajo del pañuelo.
- Arrodillada: El hombre se arrodilla. Ella con suavidad danza a su alrededor en paso de contradanza, sin soltar el extremo del pañuelo y ondeando la falda, hasta encontrarse frente a frente culminando en un acercamiento de sus rostros, que simulan darse un beso. Luego él se pone de pie. Ambos con el raboegallo cogido por las puntas, danzan en paso de rutina (bambuqueando) en tres compases, para ejecutar una cruzada por debajo del pañuelo y proceder ella a enrollarse en este por la cintura, dando dos o tres giros que la conducen nuevamente hacia él.
- Levantada del pie: En paso de rutina (bambuqueando), la pareja avanza tres compases, luego levantan simultáneamente los pies, alternativamente, primero el derecho luego el izquierdo conservando la punta del pie hacia abajo, ejecutan cuatro levantadas para continuar, en dos compases con paso de rutina a la quitada del sombrero por parte de la mujer quien huye posteriormente hasta el extremo del escenario la pareja queda frente a frente.
- Arrastrada del ala: los dos avanzan hasta el centro del escenario ella se detiene y cubriéndose el rostro con el sombrero se contonea con gracia, luego arroja el sombrero al suelo, El cual debe quedar boca bajo. Ambos retroceden entonces en pasos largos y alternativos. Al conteo de tres, ella con la punta del pie arrastra el ala del sombrero hacia ella y el trata de quitárselo. La mujer retrocede y con paso caminando, los dos ejecutan un ocho en cuyo centro ella levanta el sombrero del suelo. Este paso el sombrero es el centro de atención. Es un paso de gracia y delicadeza.
- Los Coqueteos: Realizando el cruce, ella continúa su desplazamiento  de manera circular y amplia por dentro, en ese recorrido, ella se acerca al varón le quita el sombrero con su mano derecha, realizando coqueteos, el varón se va acercando, se ubica al lado izquierdo de ella y ella continua su desplazamiento con el sombrero mira hacia la derecha, el parejo también se desplaza ligeramente hacia si derecha para coquetearle a la pareja, gira hacia adentro llevando el sombrero a la altura de la cabeza, quedando ligeramente cerca, ella, le coloca suavemente el sombrero y de manera simultánea cogen los extremos del raboe´gallo, con las manos izquierdas, y ella con su mano derecha coge el ala de la falda de ese mismo lado, giran al mismo tiempo hacia afuera quedando distanciados pero cogidos con el raboe'gallo, (cuatro compases), luego avanzan hacia adelante y en forma circular, (dos compases) y el varón se arrodilla (coloca la rodilla derecha en el piso).
- El Secreto - Rechazo: La pareja se desplaza con paso caminando, cubriéndose el rostro con el sombrero que ella sostiene por la copa. Él le murmura al oído, ella, asombrada por lo que escucha, lo rechaza separándose de él en un ágil y largo paso. Ella le muestra la pantorrilla y con el índice de la mano derecha le hace un gesto negativo. El juego continúa con coqueteos mutuos. Ella huye bambuqueando. él la persigue y al alcanzarla le pasa el pañuelo sobre su cabeza para que ella con los brazos arriba lo coja, comenzando el coqueteo de derecha a izquierda sin detener el paso.
- Salida Final: El parejo toma la mujer por la cintura, desplazándose unidos y tomando con la mano libre los extremos del rabo'e gallo, avanzan con paso de rutina, dando la vuelta en el escenario, para terminar el baile los dos sonrientes frente al público y con el pañuelo ligeramente alto.